# Sigma de l'Altar
Sigma de l'Altar (σ Arae) és una estrella a la constel·lació de l'Altar. És una estrella blanca tipus A de les nanes de la seqüència principal amb una magnitud aparent de +4,56. Està a uns 386 anys llum de la Terra.